# Fillmore (Utah)
 For alternative betydninger, se Fillmore. (Se også artikler, som begynder med Fillmore)
Fillmore er en amerikansk by og administrativt centrum for det amerikanske county Millard County, i staten Utah. I 2000 havde byen et indbyggertal på 2.253.

## Ekstern henvisning
- Fillmores hjemmeside (engelsk) Arkiveret 7. februar 2011 hos  Wayback Machine

38°58′04″N 112°19′51″V / 38.9678°N 112.3308°V